# Огњен Прибићевић
Огњен Прибићевић (Београд, 13. март 1960) српски је дипломата. Бивши је амбасадор Србије у Уједињеном Краљевству и Немачкој.

## Биографија
Његов отац Бранко Прибићевић био је политичар и научник. Мајка Наталија, такође je научница. Стриц Новак Прибићевић се исто бавио дипломатијом. Прибићевићи су Срби из Хрватске.
Дипломирао је, магистрирао и докторирао на Факултету политичких наука у Београду од 1978. до 1988. године. Од 1992. ради у Институту друштвених наука.
Од 1990. до 1998. добијао је истраживачке стипендије и сваке године боравио у иностранству. Научно истраживачким радом се бавио на универзитетима у Оксфорду, Питсбургу и Бечу.
Потом је био амбасадор Србије у Немачкој oд 2005. do 2009. године.
Од 2013. до 2017. године је био амбасадор Србије у Уједињеном Краљевству.

## Дела
Kоаутор је петнаест књига и зборника. Објавио више од 40 научних радова. Поред Србије његови научни радови су објављени у још четрнаест земаља, укључујући САД, УК, Немачку, Аустрију, Пољску, Чешку, Бугарску, Мађарску, Швајцарску, Норвешку, итд.

### Књиге
- “Власт и опозиција у Србији”, Радио Б92 1997. године
- “Rise and Fall of Democratic Opposition of Serbia”, објављено само на енглеском језику 2010. године, Стубови културе.

### Изабране публикације
- „Serbia and Montenegro, Transforming the Security Sector under the particular post conflict conditions“ у књизи  Secуrity Sector Reform in Central and Eastern Eуrope, ed. by N.Germann and A.Karkoszka, Geneva Centre for the Democratic Control of Armed Forces DCAF, Geneva, Switzerland, 2005.
- „Changing Fortуnes of the Serbian Radical Right“ у књизи  The Extreme Right in Eуrope, ed. by S.P. Ramet, Penn State University, USA, 1999.
- „Forming the Governments“ у књизи Elections to the Federal and Repуblican Parliaments of Yуgoslavia 1990-1996“, ed. by Vladimir Goati , Sigma, Berlin, Germany, 1998.